# Hemiscorpiidae

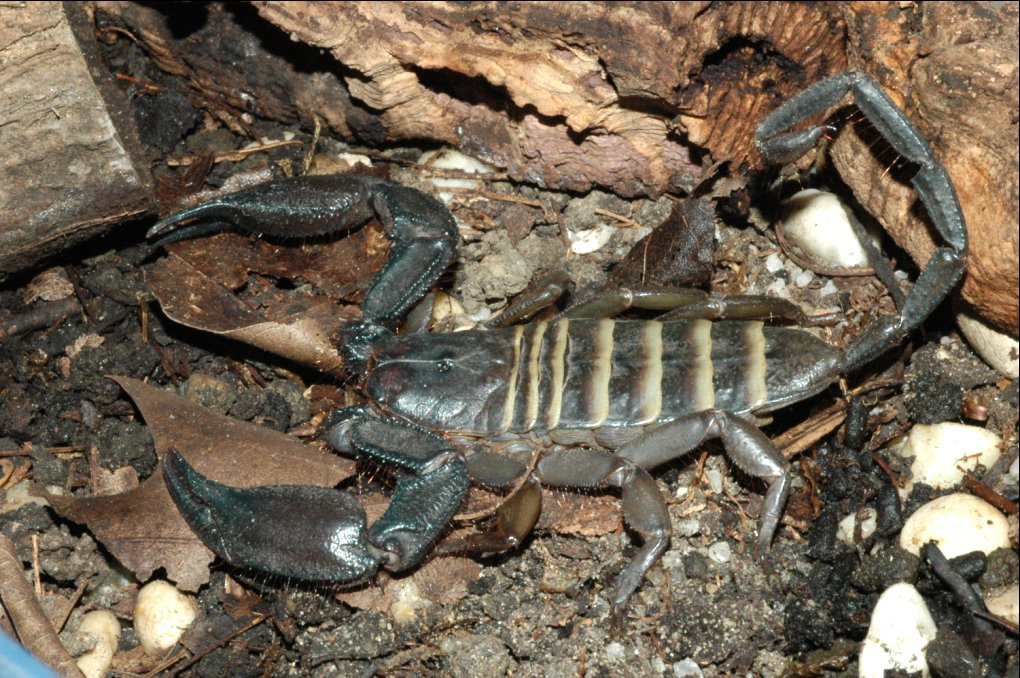
Hadogenes paucidens

Hemiscorpiidae (лат.) — семейство скорпионов из надсемейства Scorpionoidea. Около 90 видов. Некоторых из этих скорпионов разводят в неволе (Hadogenes, Iomachus и Opistacanthus). Яд отдельных видов (Hemiscorpius lepturus и др.) опасен для человека.

## Распространение
Евразия, Африка, Австралия, Океания, Южная Америка (не найдены только в Северной Америке и в Антарктиде). Род Heteroscorpion является эндемиком Мадагаскара. Древнейшие представители семейства найдены в раннемеловых отложениях Бразилии. 

## Систематика
12 родов и около 90 видов. Это семейство ранее было известно как Ischnuridae Simon, 1879, но по решению ICZN. 2003, Opinion 2037 (cases 3120 and 3120a), старое название было заменено на Liochelidae Fet & Bechly, 2001. Причиной стало его преоккупирование именем подсемейства стрекоз (Ischnurinae, Odonata). В ревизии 2005 года скорпионологи Майкл Солегляд, Виктор Фет и Франтишек Коварик предложили новое название Hemiscorpiidae (Soleglad, Fet & Kovařík, 2005) и включили в него также род Heteroscorpion (из расформированного семейства Urodacidae) в дополнение к ранее включавшимся в Liochelidae.
- Liochelinae Fet & Bechly, 2001
  - Cheloctonus Pocock, 1892
  - Chiromachetes Pocock, 1899
  - Chiromachus Pocock, 1893
  - Hadogenes Kraepelin, 1894
  - Hormiops Fage, 1933
  - Iomachus Pocock, 1893
  - Liocheles Sundevall, 1833 (=Ischnurus C.L. Koch, 1837; =Hormurus Thorell, 1876)
  - Opisthacanthus Peters, 1861
  - Palaeocheloctonus Lourenço, 1996
  - Tibetiomachus Lourenço & Qi, 2006
- Heteroscorpioninae Kraepelin, 1905
  - Heteroscorpion Birula, 1903
    - Heteroscorpion goodmani Lourenço, 1996
    - Heteroscorpion kaii Lourenço & Goodman, 2009*
    - Heteroscorpion kraepelini Lourenço & Goodman, 2006*
    - Heteroscorpion magnus Lourenço & Goodman, 2002*
    - Heteroscorpion opisthacanthoides (Kraepelin, 1896)
    - Heteroscorpion raselimananai Lourenço & Goodman, 2004*
- Hemiscorpiinae Pocock, 1893 — Азия (Ближний Восток), Африка (Сомали, Эритрея).
  - Hemiscorpius Peters, 1861 (=Habibiella)
    - Hemiscorpius acanthocercus Monod & Lourenço, 2005
    - Hemiscorpius arabicus (Pocock, 1899)
    - Hemiscorpius enischnochela Monod & Lourenço, 2005
    - Hemiscorpius falcifer Lowe, 2010
    - Hemiscorpius flagelliraptor Loewe, 2010
    - Hemiscorpius gaillardi (Vachon, 1974)
    - Hemiscorpius lepturus Peters, 1861
    - Hemiscorpius maindroni (Kraepelin, 1900)
    - Hemiscorpius novaki Kovarik & Mazuch, 2011
    - Hemiscorpius persicus Birula, 1903
    - Hemiscorpius socotranus Pocock, 1899
    - Hemiscorpius somalicus Lourenço, 2011
    - Hemiscorpius tellinii Borelli, 1904